# Night Falls on Manhattan
Night Falls on Manhattan es una película estadounidense de 1996 dirigida por Sidney Lumet y protagonizada por Andy García. Está basada en la novela Tainted Evidence de Robert Daley.

## Argumento
El fiscal Sean Casey (Andy García), un expolicía de Nueva York, cansado de la corrupción que asola la ciudad, decide dedicarse a la revisión de antiguos casos no resueltos Uno de sus primeros trabajos consistirá, precisamente, en investigar a unos excompañeros suyos.

## Reparto
- Andy García ... Sean Casey
- Ian Holm ... Liam Casey
- James Gandolfini ... Joey Allegretto
- Lena Olin ... Peggy Lindstrom
- Richard Dreyfuss ... Sam Vigoda
- Shiek Mahmud-Bey ... Jordan Washington
- Ron Leibman ... Morgenstern
- Colm Feore ... Elihu Harrison
- Dominic Chianese ... Judge Dominick Impelliteri
- Paul Guilfoyle ... McGovern